# Lemuel Allan Wilmot
Pour les articles homonymes, voir Wilmot.
Lemuel Allan Wilmot (1809-1878) est un avocat et un homme politique canadien, lieutenant-gouverneur du Nouveau-Brunswick.

## Biographie
Lemuel Allan Wilmot naît le 31 janvier 1809 dans le Comté de Sunbury. Il devient avocat en 1830 et est admis au Barreau en 1832.
Il se lance en politique en 1834, est élu député à l'Assemblée législative du Nouveau-Brunswick, et le restera jusqu'en 1851. Il est nommé Procureur-général de 1848 à 1851, puis juge de 1851 à 1868.
Partisan de la Confédération, il devient le premier lieutenant-gouverneur du Nouveau-Brunswick à être né dans la province. Il gardera cette fonction du 23 juillet 1868 au 15 novembre 1873.
Il meurt le 20 mai 1878 à Fredericton.